# Poroz
Poroz (en russe : Пороз) est un village du raïon de Graïvoron dans l'oblast de Belgorod, en Russie. Sa population s'élevait à 271 habitants au recensement de 2021.

## Géographie
Le village de Poroz se situe dans l'oblast de Belgorod, un oblast de la partie européenne de la Russie. Le village fait partie du raïon de Graïvoron, avec Graïvoron comme centre administratif.

## Démographie
Recensements (*) et estimations de la population :
| 2002 * | 2010* | 2021* | - |
| ------ | ----- | ----- | - |
| 381    | 315   | 271   | - |